# Xu Da
Xu Da (caratteri cinesi: 徐達; pinyin: Xú Dá; 1332 – 1385) è stato un generale cinese che servì sotto il primo imperatore della dinastia Ming, Hongwu.
Xu era anche il padre di Xu Yihua, che sarebbe diventata imperatrice sposando il terzo successore al trono Ming, Yongle.

## Biografia
Nel 1353, Xu si unì ai ribelli dei Turbanti Rossi, un'organizzazione che voleva rovesciare il governo Yuan. Sotto il comando di Zhu Yuanzhang (futuro fondatore della dinastia Ming con il nome di Hongwu), conquistò diversi territori appartenenti ai signori della guerra e, nel 1369, comandò un attacco contro la capitale Yuan, Pechino. L'ultimo imperatore mongolo, Huizong, fu quindi costretto a fuggire a nord.
Xu comandò, quindi, un inseguimento verso le forze Yuan in ritirata tuttavia, durante il tragitto, incontrò Yi Seonggye (fondatore della dinastia Joseon in Corea), al quale era stato comandato di dichiarare guerra all'esercito cinese. La presenza di Xu confuse i generali coreani che, invece, si allearono proprio con i cinesi. Fu così che l'esercito di Xu riuscì ad invadere i territori mongoli, arrivando a saccheggiare la capitale Karakorum. Centinaia di nobili mongoli furono catturati nel 1370. L'esercito di Xu Da si avventurò fino a Transbaikalia, il punto più settentrionale che un esercito cinese abbia mai raggiunto.

## Morte
Il generale Xu morì nel 1385 in circostanze non ancora chiarite. Non fu tra gli accusati di congiura per l'assassinio dell'imperatore Hongwu, sebbene molti dei suoi compagni che avevano contribuito alla fondazione della dinastia Ming fossero stati condannati a morte. Una leggenda narra che Xu Da fosse allergico alla carne di oca e che Hongwu gli avesse inviato in regalo, inconsapevolmente, proprio tale tipo di carne. Xu Da sarebbe morto, quindi, a causa della sua allergia.

## Cultura di massa
Xu Da è anche un personaggio di un romanzo wuxia di Louis Cha, The Heaven Sword and Dragon Saber. Nella storia, Xu è membro del Culto Ming, un'organizzazione ribelle volta a rovesciare il governo mongolo della dinastia Yuan. Altri personaggi importanti con cui si intrecciano le vicende di Xu Da sono i realmente esistiti Zhu Yuanzhang (che sarebbe poi diventato l'imperatore Hongwu), Chang Yuchun ed altri generali appartenenti ai Turbanti Rossi, ma paradossalmente il protagonista del romanzo e leader del Culto Ming, Zhang Wuji, è stato inventato dall'autore. Tale Zhang regala a Xu il Libro di Wumu, un tomo che descrive delle strategie militari che sarebbe stato scritto dal famoso generale Song Yue Fei. Xu beneficerà moltissimo della lettura del libro, che gli permetterà di divenire un brillante comandante dell'esercito e di guidare i ribelli verso la vittoria nella battaglia decisiva contro le forze Yuan. Xu Da è uno dei maggiori aiutanti di Zhu Yuanzhang nella fondazione della dinastia Ming.